# Бёр нуар
Бёр нуа́р (фр. beurre noir — «чёрное масло») — французский горячий соус из растопленного сливочного масла, прокаленного до тёмно-коричневого цвета. «Чёрное масло», как и более светлое коричневое, обычно сервируют к рыбе и рыбным паштетам.
Соус отличается простотой приготовления. Сливочное масло нарезают маленькими кусочками и растапливают на сковороде до тёмно-коричневого цвета, не давая ему пригореть. Отдельно разогревают уксус или лимонный сок с солью и перцем, масло процеживают, соединяют с уксусом и ещё раз прогревают.
Яйца всмятку под соусом бёр нуар — популярное блюдо в особняке детектива Ниро Вульфа из романов Рекса Стаута. В русских переводах eggs au beurre noir некорректно передают как «с винным соусом» или «в пережаренном масле».